# 聖飢魔II 入門教典 THE BEST OF THE WORST
『聖飢魔II 入門教典 THE BEST OF THE WORST』（せいきまつ にゅうもんきょうてん ザ・ベスト・オブ・ザ・ワースト）は、聖飢魔IIの第二十教典でD.C.5年（2003年）6月25日に発布された2枚組ベスト盤。
過去のベスト盤において新たに録音し直されたヴァージョンが存在する場合には、オリジナル版ではなく新録版が収録されている。

## 収録曲

### DISC 1
1. 20世紀狂詩曲
2. 地獄の皇太子 (DC1 ver.)
3. KIMIGAYOは千代に八千代の物語 (DC1 ver.)
4. 蠟人形の館 '99
5. BIG TIME CHANGES (LIVE IN LONDON)
6. SAVE YOUR SOUL 〜美しきクリシェに背をむけて〜
7. アダムの林檎
8. 赤い玉の伝説 (REMASTER VERSION)
9. 満月の夜
10. デジタリアン・ラプソディ
11. 鬼
12. GREAT DEVOTION
13. 「悪魔組曲 作品666番 変ニ短調」より 序曲:心の叫び～第1楽章:STORMY NIGHT
14. WINNER! (album ver.)

### DISC 2
1. 真昼の月〜MOON AT MID DAY〜
2. STAINLESS NIGHT
3. RATSBANE
4. 白い奇蹟
5. ファラオのように (single ver.)
6. GOOD NIGHT MELODIES
7. ARCADIA
8. GO AHEAD!
9. TEENAGE DREAM
10. サクラちってサクラ咲いて
11. 空の雫
12. MASQUERADE
13. EL. DORADO (DC1 ver.)
14. BAD AGAIN 〜美しき反逆〜